# Miruts Yifter

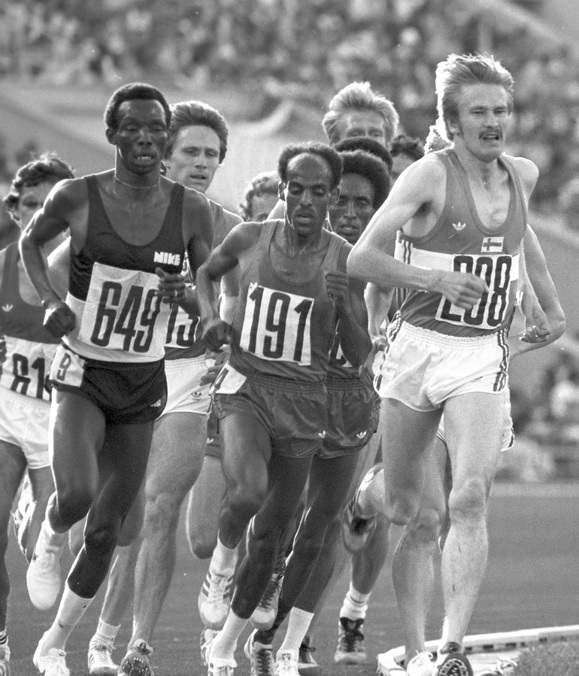
Suleiman Nyambui (649), Miruts Yifter (191), Kaarlo Maaninka (208)

Miruts Yifter (Adigrat, 15 de maig, 1944 - Toronto, 22 de desembre de 2016) fou un atleta etíop especialista en fons. El seu nom també és de vegades escrit com Muruse Yefter.
El seu talent com un corredor de llarga distància es va observar quan es va unir a la Força Aèria d'Etiòpia. Yifter va ser cridat a la selecció nacional d'Etiòpia per als Jocs Olímpics d'Estiu de 1968 a Ciutat de Mèxic, però va fer el seu debut olímpic quatre anys després als  Jocs Olímpics de Múnic, on va guanyar una medalla de bronze als 10.000 m.
Als Jocs Panafricans de 1973 va guanyar una medalla d'or (10.000 m) i una de plata (5000 m). Al primer Campionat d'Àfrica el 1979 va guanyar dues medalles d'or (5000 i 10.000 metres).
No va poder participar en els Jocs Olímpics d'Estiu de 1976, perquè el seu país va boicotejar l'esdeveniment. Quatre anys més tard als de Moscou, Yifter retornà per la porta gran guanyant la medalla d'or, tant en els 10.000 com en els 5000 metres. Pel seu abrupte canvi de velocitat, Yifter fou conegut com a "Yifter la palanca de canvis".